# هستوريا / لايف: إن ذا راوند، إن يور فيس
هستوريا / لايف: إن ذا راوند، إن يور فيس، (بالإنجليزية: Historia / Live: In the Round, in Your Face)‏، هو دي في دي من فرقة الروك البريطانية ديف ليبارد، وهو عبارة عن إصدار مزدوج يتضمن إصداري الفي إتش إس الأصليين من هستوريا ولايف: إن ذا راوند، إن يور فيس مجموعين في قرص واحد. يحتوي الدي في دي أيضاً على مقابلات جديدة وأغانٍ مصورة لم تصدر سابقاً ومميزات إضافية. لم يحصل التصوير الأصلي على ريماستر، لكن الموسيقى التصويرية حصلت على ريماستر لتحسين الستيريو.

## قائمة الأغاني

### هستوريا
1. «هيلو أميريكا»
2. «ليت إت غو (أغنية ديف ليبارد)»
3. «هاي 'ن' دراي (ساترداي نايت)»
4. «برينغين أون ذا هارتبريك» (مع بيت ويليس)
5. «فوتوغراف»
6. «روك أوف إيجز»
7. «فولين»
8. «تو ليت فور لاف»
9. «روك! روك! (تيل يو دروب)»
10. «برينغين أون ذا هارتبريك» (مع فيل كولين)
11. «مي أند ماي واين»
12. «وومن»
13. «أنيمال»
14. «بور سام شغر أون مي» (نسخة المملكة المتحدة، بحضور الفرقة تيسلا في مشهد الجماهير)
15. «هستيريا»
16. «أرماغيدون إت» (مباشرة)
17. «بور سام شغر أون مي» (نسخة الولايات المتحدة، مباشرة)
18. «لاف بايتس» (غير مضافة لنسخة الفي إتش إس)

- «أرماغيدون إت» و«بور سام شغر أون مي» (النسخة الأمريكية) مضافتان كنسختين مباشرتين، لكن الفيديوهات لعروض مباشرة ملحقة بالمسار الموسيقي لألبوم الاستوديو.

### لايف: إن ذا راوند، إن يور فيس
1. مقدمة «روكيت»/«دو آي فيل لاكي؟» (من الفيلم ديرتي هاري.
2. «ستيجفرايت»
3. «روك! روك! (تيل يو دروب)»
4. «وومن»
5. «تو ليت فور لاف»
6. «هستيريا»
7. «غودز أوف وور»
8. «داي هارد ذا هنتر»
9. «برينغين أون ذا هارتبريك»
10. «فولين»
11. «أرماغيدون إت»
12. «أنيمال»
13. «بور سام شغر أون مي»
14. «روك أوف إيجز»
15. «فوتوغراف»

المعزوفة الموسيقية في المونتاج الافتتاحي لدخول الجمهور للحلبة أثناء إحماء الفرقة خلف الكواليس هي نسخة معدلة من «مكس لونار» للأغنية «روكيت» (الموجودة في «الإصدار الممتاز» من هستيريا المصدر عام 2006)، بينما تظهر المعزوفة الموسيقية «سويتش 625» مع نهاية الفيلم، بالإضافة لمقاطع للفرقة خلف الكواليس.

### مميزات إضافية
- «بروميسس» (فيديو)
- «غودباي» (فيديو)
- «سلانغ» (فيديو)
- «وورك إت آوت» (فيديو)
- «أول آي وانت إز إيفريثينغ» (فيديو)
- مقابلة جديدة مع الفرقة
- ديسكوغرافيا

## أخطاء الدي في دي
يحتوي إصدار دي في دي 2001 على أخطاء لم تكن موجودة في إصداري الفي إتش إس والليزرديسك الأصليين. وفقاً لمصادر مقربة للفرقة، لا توجد أية خطط لإصلاح هذه الأخطاء حتى الآن:
- لا يحتوي فيديو «برينغين أون ذا هارتبريك (مع فيل كولين)» على إعادة للصوت من «برينغين أون ذا هارتبريك (مع بيت ويليس)» بدلاً من الصوت العادي بالريمكس.
- في «بور سام شغر أون مي (نسخة المملكة المتحدة)»، احتوى الصوت في الأصل على تأثيرات تحطم مثل تكسر الزجاج وانهيار الجدران أثناء هدم المنزل الذي كانت الفرقة تغني فيه.